# André Trochut
Pour les articles homonymes, voir Trochut.
André Trochut, né le 6 octobre 1931 à Chermignac en Charente-Inférieure et mort le 4 août 1996 à Geay à la suite d'un accident de circulation à vélo, est un coureur cycliste français.

## Biographie
Il devient professionnel en 1957 et le reste jusqu'en 1958. Il remporte six victoires.
Il participe à un Tour de France, en 1957 avec l'équipe Sud-ouest. Il réussit à remporter la sixième étape entre Charleroi et Metz, mais il abandonne à la 13e étape. 

## Palmarès
- 1955
  - 3e du Grand Prix d'Oradour-sur-Vayres
- 1957
  - 6e étape du Tour de France
  - 2ea étape du Tour de l'Aude
- 1970
  - 2e du Critérium de La Machine
  - 2e du Prix Albert-Gagnet

## Résultats sur les grands tours

### Tour de France
1 participation
- 1957 : abandon (13e étape), vainqueur de la 6e étape

### Tour d'Espagne
1 participation
- 1958 : abandon (14e étape)